# Constitution de l'Albanie
Lire en ligne

Parlement : (sq) version officielle ;
Google Traduction : (fr) traduction automatique ;
ICL : (en) traduction ;
OIT : page de veille polyglotte ;
Organisation mondiale de la propriété intellectuelle : (en + sq) version de 2008

Constitution de 1976 modifiée par la petite constitution (1991)
La Constitution de l'Albanie est l'actuelle loi fondamentale de l'Albanie qui est entrée en vigueur le 28 novembre 1998. Elle définit l'Albanie comme une république parlementaire. D'après la Constitution actuelle, la république d'Albanie a une législature monocamérale composée de 140 députés qui élisent le chef de l’État, le président de l'Albanie, et le Conseil des ministres qui se compose du Premier ministre, du vice-Premier ministre et des ministres.
La Constitution est divisée en 18 parties qui établissent une démocratie parlementaire, la souveraineté du peuple et les droits fondamentaux des citoyens ainsi que d'autres éléments importants. La Constitution remplirait tous les critères d'une Constitution européenne moderne.

## Constitutions précédentes
Du fait de l'instabilité politique, l'Albanie a connu plusieurs Constitutions depuis son indépendance. L'Albanie était à l'origine une monarchie en 1913, puis devint brièvement une république dans les années 1920. Elle devint une nouvelle fois une monarchie constitutionnelle en 1928 puis finit par devenir une république socialiste jusqu'à l'instauration du capitalisme dans les années 1990.

## Sources
- (en) Cet article est partiellement ou en totalité issu de l’article de Wikipédia en anglais intitulé « Constitution of Albania » (voir la liste des auteurs).

## Compléments